# Champions Cup 2025-2026
Navigation
Édition précédente Édition suivante
La Champions Cup 2025-2026 oppose pour sa 31e édition vingt-quatre équipes anglaises, écossaises, françaises, galloises, irlandaises et sud-africaines.
Le format des deux années précédentes est reconduit à l'identique. L'Union Bordeaux Bègles est tenante du titre.
La compétition se déroule du 5 décembre 2025 au 23 mai 2026. La finale se joue au Stade San Mamés de Bilbao. C'est la deuxième fois qu'une nation qui ne participe pas traditionnellement à la compétition accueille la finale. Celle de l'édition 2017-2018 s'était déroulé dans le même stade.

## Présentation

### Équipes en compétition
Vingt quatre équipes sont qualifiées selon leurs performances durant la saison précédente :
- les équipes classées de la 1re à la 8e place du Premiership ;
- les équipes classées de la 1re à la 8e place de Top 14 ;
- les équipes classées de la 1re à la 8e place du United Rugby Championship.

Les équipes qualifiées pour l'édition 2025-2026 sont les suivantes :
| 1. Bath Rugby Ch C2 2. Leicester Tigers 3. Sale Sharks 4. Bristol Bears 5. Gloucester Rugby 6. Saracens 7. Harlequins 8. Northampton Saints | 1. Stade toulousain Ch 2. Union Bordeaux Bègles T 3. RC Toulon 4. Aviron bayonnais 5. ASM Clermont Auvergne 6. Castres olympique 7. Stade rochelais 8. Section paloise | 1. Leinster Ch 2. Bulls 3. Sharks 4. Glasgow Warriors 5. Stormers 6. Munster 7. Édimbourg Rugby 8. Scarlets |

T : tenant du titre
Ch : champion national
C2 : vainqueur de la Challenge Cup 2024-2025

### Calendrier
| Nom                                               | Date                                                                                  | Équipes participantes |
| ------------------------------------------------- | ------------------------------------------------------------------------------------- | --------------------- |
| Phase de poules Tirage au sort : 1er juillet 2025 |                                                                                       |                       |
| Journée 1 Journée 2 Journée 3 Journée 4           | 5/6/7 décembre 2025 12/13/14 décembre 2025 9/10/11 janvier 2026 16/17/18 janvier 2026 | 24                    |
| Phase éliminatoire                                |                                                                                       |                       |
| Huitièmes de finale                               | 3/4/5 avril 2026                                                                      | 16                    |
| Quarts de finale                                  | 10/11/12 avril 2026                                                                   | 8                     |
| Demi-finale                                       | 1/2/3 mai 2026                                                                        | 4                     |
| Finale                                            | 23 mai 2026                                                                           | 2                     |

## Phases de poules

### Tirage au sort
Le tirage au sort a lieu le mardi 1er juillet à Dublin,.
Les équipes participantes sont réparties en deux chapeaux. Le chapeau 1 est constitué des trois équipes championnes de leur ligue ainsi que du vainqueur de la Champions Cup précédente. Toutes les autres équipes sont placées dans le chapeau 2.
Lors du tirage au sort, les quatre équipes du premier chapeau sont réparties dans les quatre différentes poules.
Ensuite, les équipes du chapeau 2 sont tirées au sort et placées progressivement dans les poules en commençant par la poule A jusqu'à la poule D. Elles doivent malgré tout respecter certains principes clés. Si, lors du tirage d'une équipe, un principe n'est pas respecté, alors elle est placée dans la poule suivante, et ainsi de suite.
Les principes clés sont les suivants :
- chaque poule doit contenir deux équipes de chaque ligue (Premiership, Top 14 et URC) ;
- les clubs d'URC appartenant à la même conférence (ou shield en anglais) ne peuvent pas se retrouver dans la même poule.

| Chapeau   | Premiership                                                                                        | Top 14                                                                                             | United Rugby Championship                                               |
| --------- | -------------------------------------------------------------------------------------------------- | -------------------------------------------------------------------------------------------------- | ----------------------------------------------------------------------- |
| Chapeau 1 | Bath Rugby Ch C2                                                                                   | Union Bordeaux Bègles T Stade toulousain Ch                                                        | Leinster Ch                                                             |
| Chapeau 2 | Bristol Bears Gloucester Rugby Harlequins Leicester Tigers Northampton Saints Sale Sharks Saracens | ASM Clermont Auvergne Aviron bayonnais Castres Olympique Section paloise RC Toulon Stade rochelais | Bulls Édimbourg Rugby Glasgow Warriors Munster Scarlets Sharks Stormers |

T : Tenant du titre
Ch : Champion national
C2 : Vainqueur de la Challenge Cup 2024-2025

### Format et règlement
La première phase de la compétition voit les équipes disputer quatre matchs de classement. Chaque poule contient deux équipes de chaque ligue. De plus, il n'y a pas de matchs entre clubs d'une même ligue. Chaque équipe rencontre ainsi quatre autres équipes issues de ligues différentes, une seule fois, à domicile ou à l'extérieur.
À l'issue de la première phase, les quatre premières formations de chacune des poules se qualifient pour les huitième de finale, tandis que les équipes classées cinquièmes sont reversées en huitièmes de finale de Challenge Cup.
Les classements sont établis en suivant les règles suivantes :
- 4 points de classement pour une victoire ;
- 2 points de classement pour un match nul ;
- 1 point de classement de bonus si l'équipe inscrit 4 essais ou plus ;
- 1 point de classement de bonus si l'équipe perd de 7 points ou moins.

En cas d'égalité au classement entre une ou plusieurs équipes, comptent, dans l'ordre :
1. La meilleure différence de points ;
2. Le nombre d'essais inscrits ;
3. Le nombre de joueurs suspendus pour des incidents disciplinaires, par ordre croissant.

Si l'égalité est toujours constatée, un tirage au sort est réalisé entre les équipes concernées.

### Matchs et classements
Les matchs de la phase de poule se déroulent durant quatre week-ends du 5 décembre 2025 au 18 janvier 2026.

#### Légende des classements
T : Tenant du titre
- Qualification en huitième de finale
- Équipe reversée en huitième de finale de Challenge Cup

#### Légende des résultats
- Victoire de l'équipe à domicile
- Match nul
- Victoire de l'équipe en déplacement

#### Poule A
| Rang | Club             | J | V | N | D | Bo | Bd | Pm | Pe | Diff | Pts |
| ---- | ---------------- | - | - | - | - | -- | -- | -- | -- | ---- | --- |
| 1    | Stade toulousain | 0 | 0 | 0 | 0 | 0  | 0  | 0  | 0  | 0    | 0   |
| 2    | ASM Clermont     | 0 | 0 | 0 | 0 | 0  | 0  | 0  | 0  | 0    | 0   |
| 3    | Sharks           | 0 | 0 | 0 | 0 | 0  | 0  | 0  | 0  | 0    | 0   |
| 4    | Saracens         | 0 | 0 | 0 | 0 | 0  | 0  | 0  | 0  | 0    | 0   |
| 5    | Glasgow Warriors | 0 | 0 | 0 | 0 | 0  | 0  | 0  | 0  | 0    | 0   |
| 6    | Sale Sharks      | 0 | 0 | 0 | 0 | 0  | 0  | 0  | 0  | 0    | 0   |

| Résultats (▼dom., ►ext.) | TOU | ASM | SHA | SAR | GLA | SAL |
| Stade toulousain         | —   | —   | J1  | —   | —   | J4  |
| ASM Clermont Auvergne    | —   | —   | —   | —   | J3  | J2  |
| Sharks                   | —   | J4  | —   | J2  | —   | —   |
| Saracens                 | J3  | J1  | —   | —   | —   | —   |
| Glasgow Warriors         | J2  | —   | —   | J4  | —   | —   |
| Sale Sharks              | —   | —   | J3  | —   | J1  | —   |

#### Poule B
| Rang | Club              | J | V | N | D | Bo | Bd | Pm | Pe | Diff | Pts |
| ---- | ----------------- | - | - | - | - | -- | -- | -- | -- | ---- | --- |
| 1    | Bath Rugby        | 0 | 0 | 0 | 0 | 0  | 0  | 0  | 0  | 0    | 0   |
| 2    | RC Toulon         | 0 | 0 | 0 | 0 | 0  | 0  | 0  | 0  | 0    | 0   |
| 3    | Munster           | 0 | 0 | 0 | 0 | 0  | 0  | 0  | 0  | 0    | 0   |
| 4    | Castres olympique | 0 | 0 | 0 | 0 | 0  | 0  | 0  | 0  | 0    | 0   |
| 5    | Édimbourg Rugby   | 0 | 0 | 0 | 0 | 0  | 0  | 0  | 0  | 0    | 0   |
| 6    | Gloucester Rugby  | 0 | 0 | 0 | 0 | 0  | 0  | 0  | 0  | 0    | 0   |

| Résultats (▼dom., ►ext.) | BAT | RCT | MUN | CAS | EDI | GLO |
| Bath Rugby               | —   | —   | J1  | —   | J4  | —   |
| RC Toulon                | J2  | —   | J3  | —   | —   | —   |
| Munster                  | —   | —   | —   | J4  | —   | J2  |
| Castres olympique        | J3  | —   | —   | —   | J2  | —   |
| Édimbourg Rugby          | —   | J1  | —   | —   | —   | J3  |
| Gloucester Rugby         | —   | J4  | —   | J1  | —   | —   |

#### Poule C
| Rang | Club             | J | V | N | D | Bo | Bd | Pm | Pe | Diff | Pts |
| ---- | ---------------- | - | - | - | - | -- | -- | -- | -- | ---- | --- |
| 1    | Leinster         | 0 | 0 | 0 | 0 | 0  | 0  | 0  | 0  | 0    | 0   |
| 2    | Leicester Tigers | 0 | 0 | 0 | 0 | 0  | 0  | 0  | 0  | 0    | 0   |
| 3    | Harlequins       | 0 | 0 | 0 | 0 | 0  | 0  | 0  | 0  | 0    | 0   |
| 4    | Stade rochelais  | 0 | 0 | 0 | 0 | 0  | 0  | 0  | 0  | 0    | 0   |
| 5    | Aviron bayonnais | 0 | 0 | 0 | 0 | 0  | 0  | 0  | 0  | 0    | 0   |
| 6    | Stormers         | 0 | 0 | 0 | 0 | 0  | 0  | 0  | 0  | 0    | 0   |

| Résultats (▼dom., ►ext.) | LEI | LEI | HAR | LAR | BAY | STO |
| Leinster                 | —   | —   | J1  | J3  | —   | —   |
| Leicester Tigers         | J2  | —   | —   | —   | J3  | —   |
| Harlequins               | —   | —   | —   | —   | J2  | J3  |
| Stade rochelais          | —   | J1  | J4  | —   | —   | —   |
| Aviron bayonnais         | J4  | —   | —   | —   | —   | J1  |
| Stormers                 | —   | J4  | —   | J2  | —   | —   |

#### Poule D
| Rang | Club                      | J | V | N | D | Bo | Bd | Pm | Pe | Diff | Pts |
| ---- | ------------------------- | - | - | - | - | -- | -- | -- | -- | ---- | --- |
| 1    | Union Bordeaux Bègles (T) | 0 | 0 | 0 | 0 | 0  | 0  | 0  | 0  | 0    | 0   |
| 2    | Scarlets                  | 0 | 0 | 0 | 0 | 0  | 0  | 0  | 0  | 0    | 0   |
| 3    | Bristol Bears             | 0 | 0 | 0 | 0 | 0  | 0  | 0  | 0  | 0    | 0   |
| 4    | Section paloise           | 0 | 0 | 0 | 0 | 0  | 0  | 0  | 0  | 0    | 0   |
| 5    | Northampton Saints        | 0 | 0 | 0 | 0 | 0  | 0  | 0  | 0  | 0    | 0   |
| 6    | Bulls                     | 0 | 0 | 0 | 0 | 0  | 0  | 0  | 0  | 0    | 0   |

| Résultats (▼dom., ►ext.) | UBB | SCA | BRI | PAU | NOR | BUL |
| Union Bordeaux Bègles    | —   | J2  | —   | —   | J3  | —   |
| Scarlets                 | —   | —   | J1  | J3  | —   | —   |
| Bristol Bears            | J4  | —   | —   | J2  | —   | —   |
| Section paloise          | —   | —   | —   | —   | J1  | J4  |
| Northampton Saints       | —   | J4  | —   | —   | —   | J2  |
| Bulls                    | J1  | —   | J3  | —   | —   | —   |

## Phase éliminatoire
La phase éliminatoire débute le week-end du 4 avril 2026 par des huitièmes de finale entre les seize équipes qualifiées durant la phase de poule. Ces équipes sont classées afin de déterminer les oppositions pour les huitièmes de finale et l'ensemble de la phase éliminatoire ainsi que les équipes ayant l'avantage du terrain :
- les vainqueurs de poule sont classés de 1er à 4e ;
- les seconds de poule sont classés de 5e à 8e ;
- les troisièmes de poule sont classés de 9e à 12e ;
- les quatrièmes de poule sont classés de 13e à 16e.

Ces équipes sont ensuite départagées dans l'ordre, selon les critères suivants :
- le nombre de points de classement accumulés ;
- la meilleure différence de points ;
- le nombre d'essais inscrits ;
- le nombre de joueurs suspendus pour des incidents disciplinaires, par ordre croissant.

Si l'égalité est toujours constatée, un tirage au sort est réalisé entre les équipes concernées.

### Tableau final
|  | Huitièmes de finale | Huitièmes de finale | Huitièmes de finale | Huitièmes de finale |   |   | Quarts de finale | Quarts de finale | Quarts de finale | Quarts de finale |  |  | Demi-finales | Demi-finales | Demi-finales | Demi-finales |  |  | Finale        | Finale        | Finale        | Finale        |
|  |                     |                     |                     |                     |   |   |                  |                  |                  |                  |  |  |              |              |              |              |  |  |               |               |               |               |
|  | avril 2026 -        | avril 2026 -        | avril 2026 -        | avril 2026 -        |   |   | avril 2026 -     | avril 2026 -     | avril 2026 -     | avril 2026 -     |  |  | mai 2026 -   | mai 2026 -   | mai 2026 -   | mai 2026 -   |  |  | 23 mai 2026 - | 23 mai 2026 - | 23 mai 2026 - | 23 mai 2026 - |
|  | -                   | -                   | -                   | -                   |   |   | avril 2026 -     | avril 2026 -     | avril 2026 -     | avril 2026 -     |  |  | mai 2026 -   | mai 2026 -   | mai 2026 -   | mai 2026 -   |  |  | 23 mai 2026 - | 23 mai 2026 - | 23 mai 2026 - | 23 mai 2026 - |
|  | -                   | -                   | -                   | -                   |   |   | avril 2026 -     | avril 2026 -     | avril 2026 -     | avril 2026 -     |  |  | mai 2026 -   | mai 2026 -   | mai 2026 -   | mai 2026 -   |  |  | 23 mai 2026 - | 23 mai 2026 - | 23 mai 2026 - | 23 mai 2026 - |
|  | -                   | -                   | -                   | -                   |   |   | avril 2026 -     | avril 2026 -     | avril 2026 -     | avril 2026 -     |  |  | mai 2026 -   | mai 2026 -   | mai 2026 -   | mai 2026 -   |  |  | 23 mai 2026 - | 23 mai 2026 - | 23 mai 2026 - | 23 mai 2026 - |
|  | -                   | -                   | -                   | -                   | - | - | -                | -                |                  |                  |  |  | mai 2026 -   | mai 2026 -   | mai 2026 -   | mai 2026 -   |  |  | 23 mai 2026 - | 23 mai 2026 - | 23 mai 2026 - | 23 mai 2026 - |
|  | avril 2026 -        |                     |                     |                     | - | - | -                | -                |                  |                  |  |  | mai 2026 -   | mai 2026 -   | mai 2026 -   | mai 2026 -   |  |  | 23 mai 2026 - | 23 mai 2026 - | 23 mai 2026 - | 23 mai 2026 - |
|  |                     |                     | -                   | -                   | - | - |                  |                  |                  |                  |  |  | mai 2026 -   | mai 2026 -   | mai 2026 -   | mai 2026 -   |  |  | 23 mai 2026 - | 23 mai 2026 - | 23 mai 2026 - | 23 mai 2026 - |
|  | -                   | -                   | -                   | -                   | - | - | -                | -                |                  |                  |  |  | mai 2026 -   | mai 2026 -   | mai 2026 -   | mai 2026 -   |  |  | 23 mai 2026 - | 23 mai 2026 - | 23 mai 2026 - | 23 mai 2026 - |
|  | -                   | -                   | avril 2026 -        |                     |   |   | -                | -                |                  |                  |  |  | mai 2026 -   | mai 2026 -   | mai 2026 -   | mai 2026 -   |  |  | 23 mai 2026 - | 23 mai 2026 - | 23 mai 2026 - | 23 mai 2026 - |
|  | -                   | -                   | -                   | -                   |   |   |                  |                  |                  |                  |  |  | mai 2026 -   | mai 2026 -   | mai 2026 -   | mai 2026 -   |  |  | 23 mai 2026 - | 23 mai 2026 - | 23 mai 2026 - | 23 mai 2026 - |
|  | -                   | -                   | -                   | -                   | - | - | -                | -                |                  |                  |  |  |              |              |              |              |  |  | 23 mai 2026 - | 23 mai 2026 - | 23 mai 2026 - | 23 mai 2026 - |
|  | avril 2026 -        |                     |                     |                     | - | - | -                | -                |                  |                  |  |  |              |              |              |              |  |  | 23 mai 2026 - | 23 mai 2026 - | 23 mai 2026 - | 23 mai 2026 - |
|  |                     |                     | -                   | -                   | - | - |                  |                  |                  |                  |  |  |              |              |              |              |  |  | 23 mai 2026 - | 23 mai 2026 - | 23 mai 2026 - | 23 mai 2026 - |
|  | -                   | -                   | -                   | -                   | - | - | -                | -                |                  |                  |  |  |              |              |              |              |  |  | 23 mai 2026 - | 23 mai 2026 - | 23 mai 2026 - | 23 mai 2026 - |
|  | -                   | -                   | mai 2026 -          |                     |   |   | -                | -                |                  |                  |  |  |              |              |              |              |  |  | 23 mai 2026 - | 23 mai 2026 - | 23 mai 2026 - | 23 mai 2026 - |
|  | -                   | -                   | -                   | -                   |   |   |                  |                  |                  |                  |  |  |              |              |              |              |  |  | 23 mai 2026 - | 23 mai 2026 - | 23 mai 2026 - | 23 mai 2026 - |
|  | -                   | -                   | -                   | -                   | - | - | -                | -                |                  |                  |  |  |              |              |              |              |  |  | 23 mai 2026 - | 23 mai 2026 - | 23 mai 2026 - | 23 mai 2026 - |
|  | avril 2026 -        |                     |                     |                     | - | - | -                | -                |                  |                  |  |  |              |              |              |              |  |  | 23 mai 2026 - | 23 mai 2026 - | 23 mai 2026 - | 23 mai 2026 - |
|  |                     |                     | -                   | -                   | - | - |                  |                  |                  |                  |  |  |              |              |              |              |  |  | 23 mai 2026 - | 23 mai 2026 - | 23 mai 2026 - | 23 mai 2026 - |
|  | -                   | -                   | -                   | -                   | - | - | -                | -                |                  |                  |  |  |              |              |              |              |  |  | 23 mai 2026 - | 23 mai 2026 - | 23 mai 2026 - | 23 mai 2026 - |
|  | -                   | -                   | avril 2026 -        |                     |   |   | -                | -                |                  |                  |  |  |              |              |              |              |  |  | 23 mai 2026 - | 23 mai 2026 - | 23 mai 2026 - | 23 mai 2026 - |
|  | -                   | -                   | -                   | -                   |   |   |                  |                  |                  |                  |  |  |              |              |              |              |  |  | 23 mai 2026 - | 23 mai 2026 - | 23 mai 2026 - | 23 mai 2026 - |
|  | -                   | -                   | -                   | -                   | - | - | -                | -                |                  |                  |  |  |              |              |              |              |  |  |               |               |               |               |
|  | avril 2026 -        |                     |                     |                     | - | - | -                | -                |                  |                  |  |  |              |              |              |              |  |  |               |               |               |               |
|  |                     |                     | -                   | -                   | - | - |                  |                  |                  |                  |  |  |              |              |              |              |  |  |               |               |               |               |
|  | -                   | -                   | -                   | -                   | - | - | -                | -                |                  |                  |  |  |              |              |              |              |  |  |               |               |               |               |
|  | -                   | -                   |                     |                     |   |   |                  | -                |                  |                  |  |  |              |              |              |              |  |  |               |               |               |               |
|  | -                   | -                   | -                   | -                   |   |   |                  |                  |                  |                  |  |  |              |              |              |              |  |  |               |               |               |               |
|  | -                   | -                   | -                   | -                   | - | - | -                | -                |                  |                  |  |  |              |              |              |              |  |  |               |               |               |               |
|  | avril 2026 -        |                     |                     |                     | - | - | -                | -                |                  |                  |  |  |              |              |              |              |  |  |               |               |               |               |
|  |                     |                     | -                   | -                   | - | - |                  |                  |                  |                  |  |  |              |              |              |              |  |  |               |               |               |               |
|  | -                   | -                   | -                   | -                   | - | - | -                | -                |                  |                  |  |  |              |              |              |              |  |  |               |               |               |               |
|  | -                   | -                   | avril 2026 -        |                     |   |   | -                | -                |                  |                  |  |  |              |              |              |              |  |  |               |               |               |               |
|  | -                   | -                   | -                   | -                   |   |   |                  |                  |                  |                  |  |  |              |              |              |              |  |  |               |               |               |               |
|  | -                   | -                   | -                   | -                   | - | - | -                | -                |                  |                  |  |  |              |              |              |              |  |  |               |               |               |               |
|  | avril 2026 -        |                     |                     |                     | - | - | -                | -                |                  |                  |  |  |              |              |              |              |  |  |               |               |               |               |
|  |                     |                     | -                   | -                   | - | - |                  |                  |                  |                  |  |  |              |              |              |              |  |  |               |               |               |               |
|  | -                   | -                   | -                   | -                   | - | - | -                | -                |                  |                  |  |  |              |              |              |              |  |  |               |               |               |               |
|  | -                   | -                   |                     |                     |   |   |                  | -                |                  |                  |  |  |              |              |              |              |  |  |               |               |               |               |
|  | -                   | -                   | -                   | -                   |   |   |                  |                  |                  |                  |  |  |              |              |              |              |  |  |               |               |               |               |
|  | -                   | -                   | -                   | -                   | - | - | -                | -                |                  |                  |  |  |              |              |              |              |  |  |               |               |               |               |
|  | avril 2026 -        |                     |                     |                     | - | - | -                | -                |                  |                  |  |  |              |              |              |              |  |  |               |               |               |               |
|  |                     |                     | -                   | -                   | - | - |                  |                  |                  |                  |  |  |              |              |              |              |  |  |               |               |               |               |
|  | -                   | -                   | -                   | -                   | - | - | -                | -                |                  |                  |  |  |              |              |              |              |  |  |               |               |               |               |
|  | -                   | -                   |                     |                     |   |   |                  | -                |                  |                  |  |  |              |              |              |              |  |  |               |               |               |               |
|  | -                   | -                   | -                   | -                   |   |   |                  |                  |                  |                  |  |  |              |              |              |              |  |  |               |               |               |               |
|  | -                   | -                   | -                   | -                   |   |   |                  |                  |                  |                  |  |  |              |              |              |              |  |  |               |               |               |               |
|  |                     |                     |                     |                     |   |   |                  |                  |                  |                  |  |  |              |              |              |              |  |  |               |               |               |               |

### Huitièmes de finale
Les huitièmes de finale se jouent en une manche les 3, 4 et 5 avril 2026. Les équipes les mieux classées lors de la phase de poule jouent à domicile.

### Quarts de finale
Les quarts de finale se jouent en une manche le week-end du 11 avril 2026. Les équipes les mieux classées lors de la phase de poule jouent à domicile.

### Demi-finales
Les demi-finales se jouent en une manche le week-end du 2 mai 2026. Les équipes les mieux classées lors de la phase de poule ont l'avantage du terrain mais les stades sont désignés par l'EPCR.

### Finale
La finale se joue le samedi 23 mai 2026 au San Mamés, à Bilbao